# Holtet-Nunatak
Der Holtet-Nunatak ist ein etwa 1300 m hoher Nunatak im westantarktischen Ellsworthland. Er ragt 3 km nordöstlich des Grossenbacher-Nunatak in der Gruppe der Lyon-Nunatakker auf.
Das Advisory Committee on Antarctic Names benannte ihn 1988 nach dem norwegischen Atmosphärenphysiker Jan Anstein Holtet von der Universität Oslo, der von 1970 bis 1971 auf der Siple-Station tätig war.